# Blaue Funken
Die Kölner Funken Artillerie blau weiß von 1870 e. V. – kurz die Blauen Funken – ist eine der ältesten Kölner Karnevalsgesellschaften und eines der neun Traditionskorps im Kölner Karneval sowie ordentliches Mitglied im Festkomitee Kölner Karneval.

## Geschichte
Unter dem Vorsitz des Kunsthändlers Franz Bourgois wurde 1870 von Mitgliedern des Stammtisches „Deftige Bürger“ die Kölner Funken-Artillerie (blau/weiß) gegründet. Hintergrund war die patriotische Begeisterung für den aufstrebenden preußischen Staat. Die militärischen Erfolge Preußens in den Jahren 1869 und 1870 führten zur Gründung des Deutschen Reiches am 18. Januar 1871.
Die Blauen Funken formierten sich nach dem Vorbild der leichten berittenen Feldartillerie, die Friedrich der Große in der preußischen Armee eingeführt hatte, und unterschieden sich dadurch von den Kölner Stadtsoldaten, die bereits seit 1823 als „Rote Funken“ im Kölner Karneval eine wichtige Rolle spielten. Die Blauen Funken sind demnach eine Artillerie und kein Reiterkorps, auch wenn sie Dragoneruniformen tragen. Die Uniform orientiert sich vom Schnitt und von den Farben her an derjenigen der Ansbach-Bayreuth-Dragoner. Ansbach-Bayreuth war Anfang des 19. Jahrhunderts preußischer Besitz und ist erst nach 1814 an Bayern gefallen. Die Uniform der Blauen Funken trägt seitdem die Farben Blau und Weiß.

## Der Sachsenturm

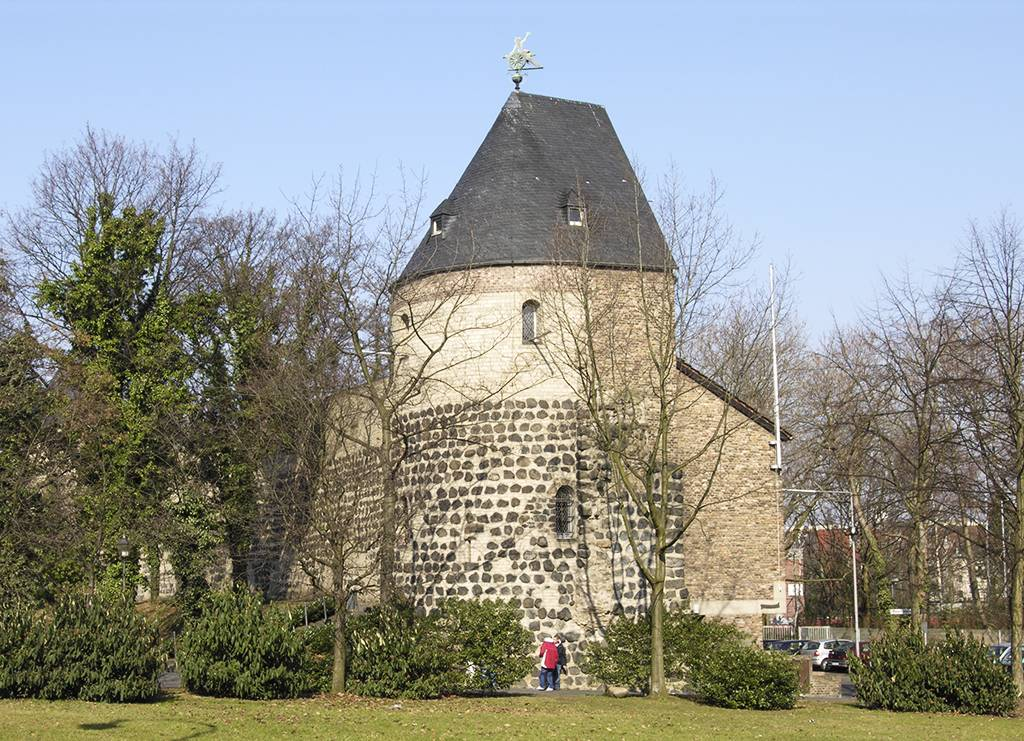
Der Sachsenturm am Sachsenring

Auf Initiative des damaligen Präsidenten Hanns Göbbels bewarben sich die Blauen Funken am 11.11.1959 beim Oberbürgermeister der Stadt Köln um den Halbturm der mittelalterlichen Stadtbefestigung am Sachsenring. Auf das Versprechen von Theo Burauen, den Blauen Funken den Erhalt des stark beschädigten Turms als Quartier zu überlassen, gründete sich im Jahre 1968 der „Gemeinnützige Bauverein Sachsenturm e. V.“. Ab dem 1. April 1969 restaurierten die Blauen Funken den Sachsenturm und nutzen ihn seit 1970 als ihr Stammquartier. Seit 1983 gibt es in Köln auch den „Blaue-Funken-Weg“, der die postalische Anschrift des Turmes ist. Im Jahre 1991 wurde durch die Landesregierung Nordrhein-Westfalens der Funkenturm unter Denkmalschutz gestellt.

## Bildergalerie

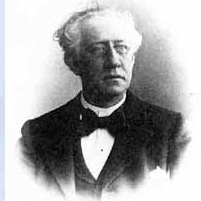
Franz Bourgois, Gründer und erster Präsident der „Blauen Funken“
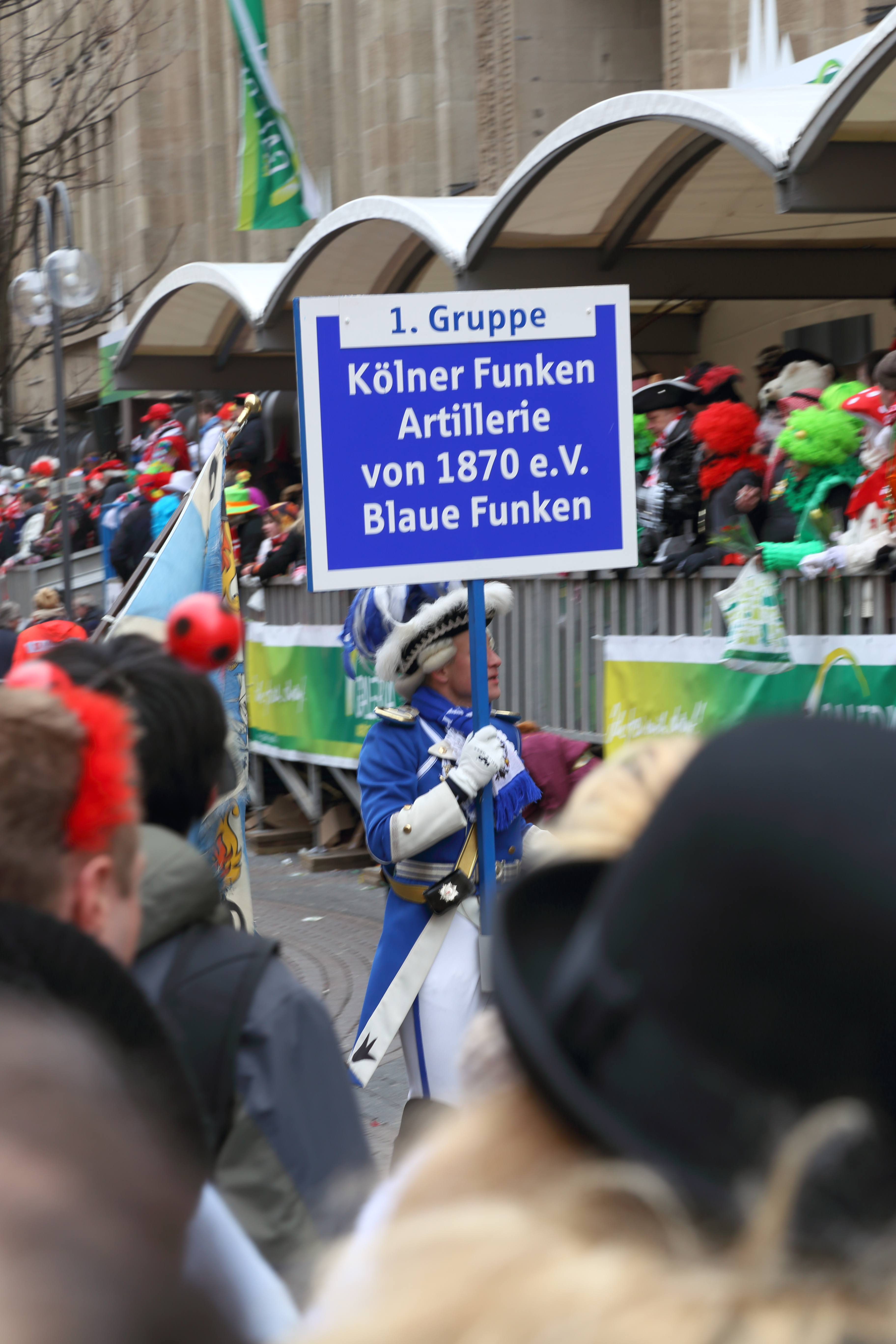
Blaue Funken eröffnen den offiziellen Rosenmontagszug 2013
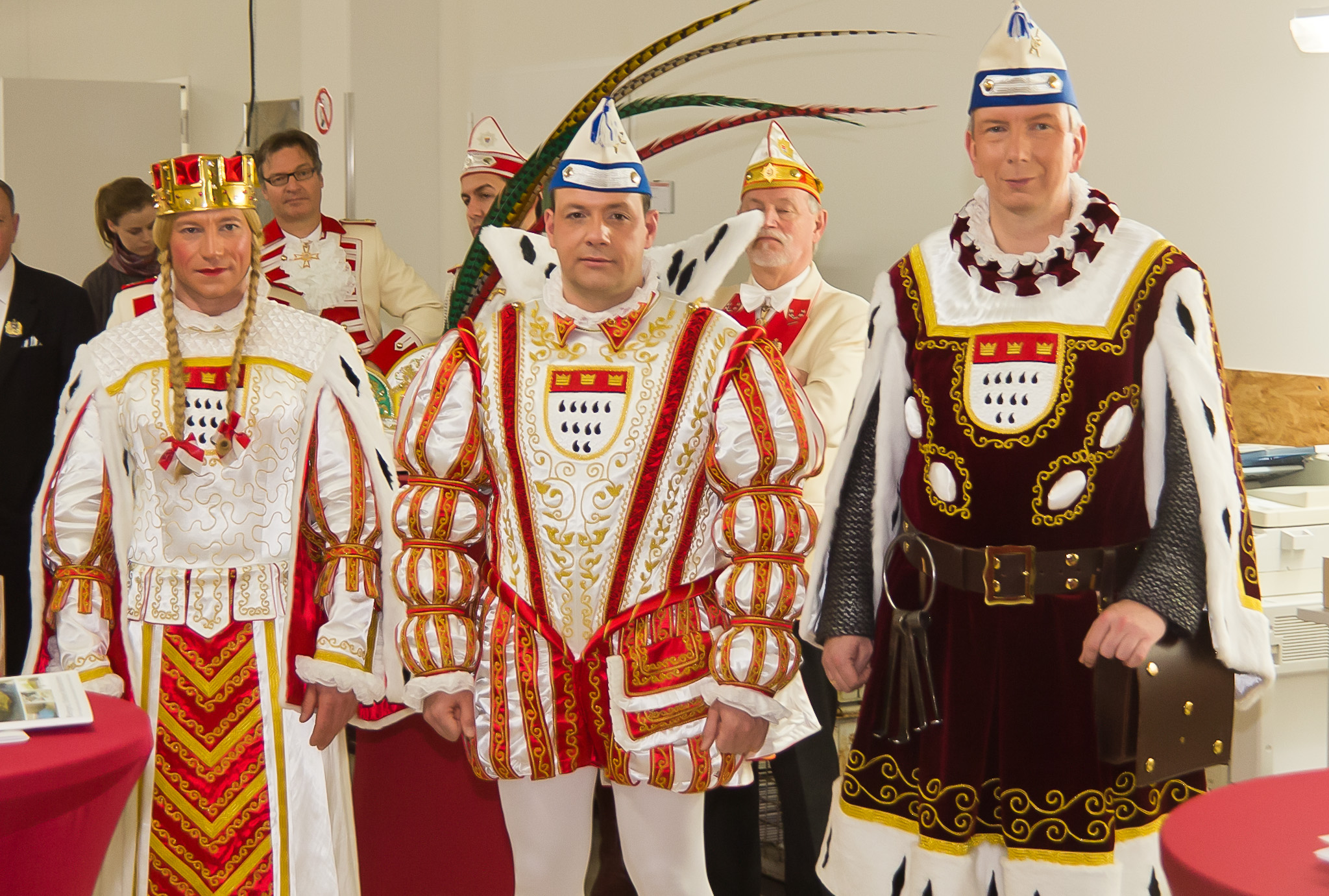
In der Karnevalssession 2013/14 stellen die Blauen Funken das Kölner Dreigestirn: Jungfrau Hermia, Prinz Björn I. und Bauer Michael
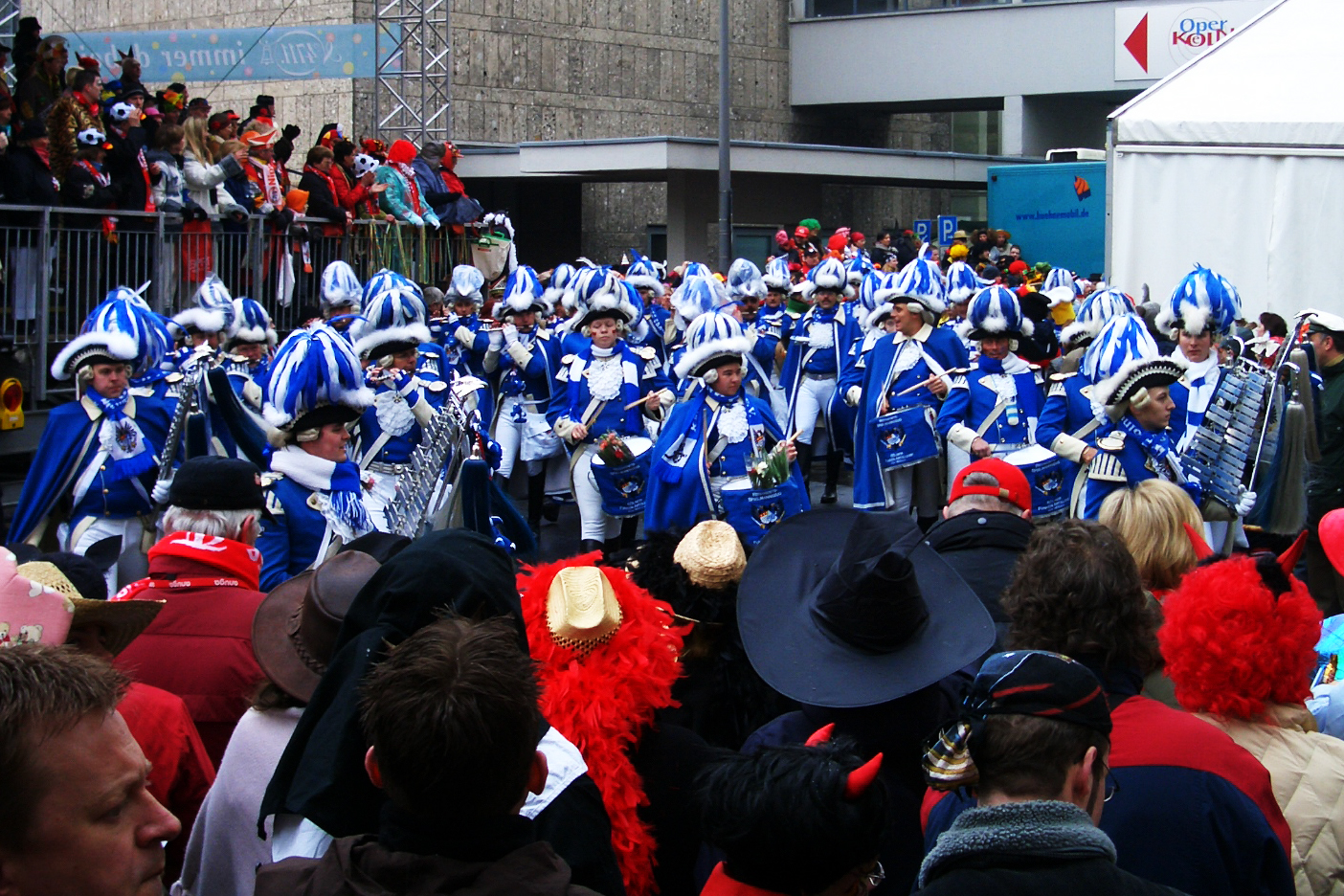
Blaue Funken (2006)
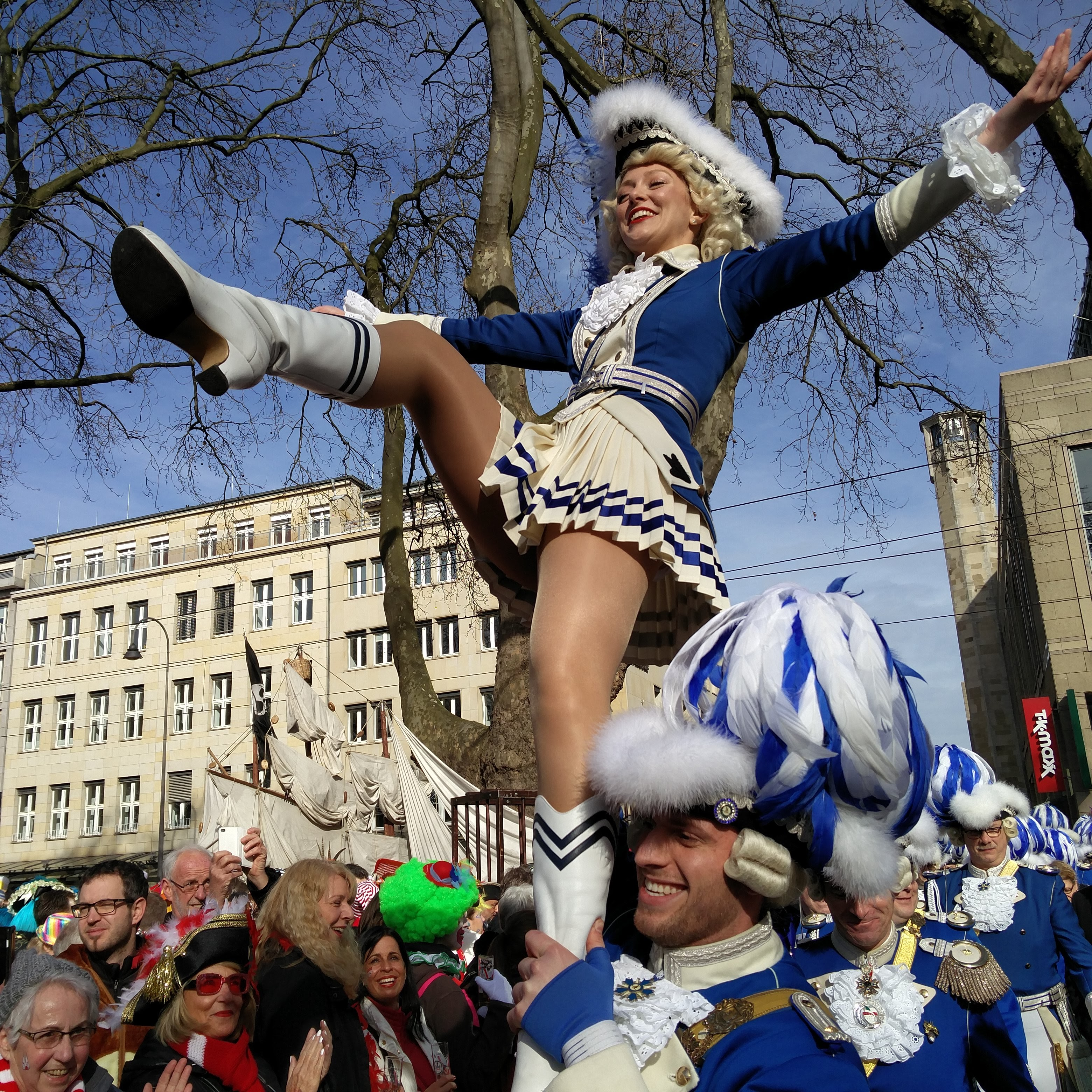
Funkemariechen, beim Einmarsch der Blauen Funken auf dem Funkenbiwak 2017 in Köln